# Ватса
Ва́тса, Ва́мса или Ва́ччха — древнеиндийское государство, описываемое в буддийском тексте «Ангуттара-никае» как одна из 16 махаджанапад. Государство располагалось в районе слияния рек Ганги и Ямуны. Его столицей был город Каушамби (современный город Косам, расположенный в 56 км к юго-западу от Аллахабада).
Согласно Пуранам, царство Ватса получило своё название в честь царя Каши по имени Ватса. В «Махабхарате» и «Рамаяне» говорится, что основателем столицы Ватса, города Каушамби, был царевич Чеди по имени Куша или Кушамба. Согласно Пуранам, после того, как Хастинапур был смыт водами Ганги, царь бхаратов по имени Ничакшу (праправнук Джанамеджаи), оставил Хастинапуру и поселился в Каушамби. Это подтверждают «Сварнавасадатта» и «Пратиджна-яугандхараяна» авторства Бхасы. В Пуранах также приводится список потомков Ничакшу, последним в котором числится царь Кшемака.